# Gustavo Borges (Comiczeichner)

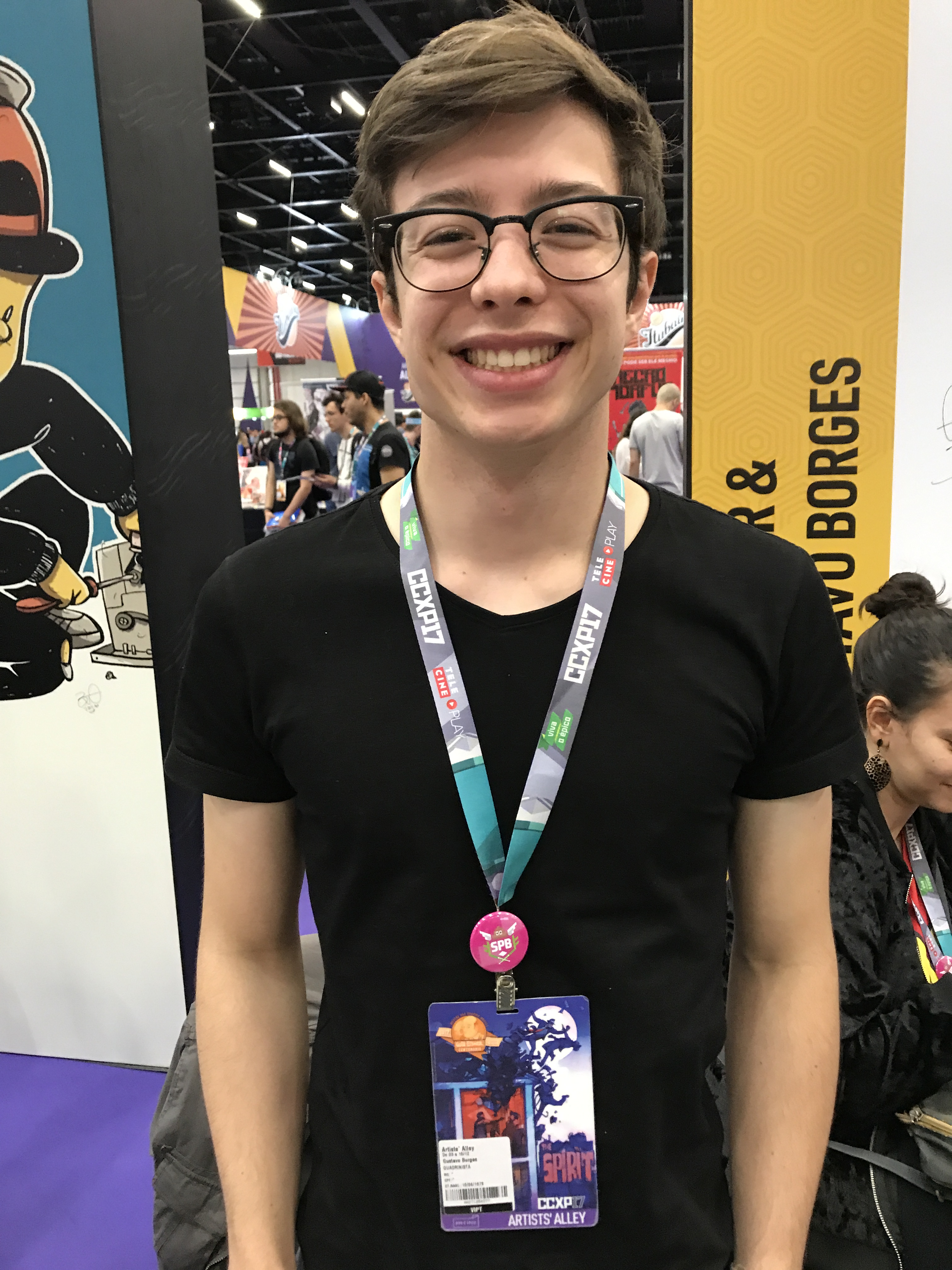
Gustavo Borges auf der Comic Con Experience 2017

Gustavo Borges (* 28. Juni 1995) ist ein brasilianischer Comiczeichner, Autor der Webcomics A Entediante Vida de Morte Crens und Edgar.
Gustavo nahm auch an Sammlungen wie Memórias do Mauricio und 321 Fast Comics teil und veröffentlichte auch Graphic Novels wie Pétalas (mit Cris Peter, herausgegeben von Marsupial Editora) und Escolhas (mit Felipe Cagno, herausgegeben von Geektopia). Im Jahr 2015 gewann Gustavo den Troféu HQ Mix in der Kategorie "Beste unabhängige Publikation" für die erste Edgar-Streifenkollektion, die unabhängig im Vorjahr erschienen ist. Gustavo hat Pétalas bereits in Portugal, Polen und Vereinigte Staaten veröffentlicht (veröffentlicht von Boom! Studios) und an der Amazing World of Gumball 2017 Grab Bag # 1 teilgenommen.